# Palazzo degli Anguillara

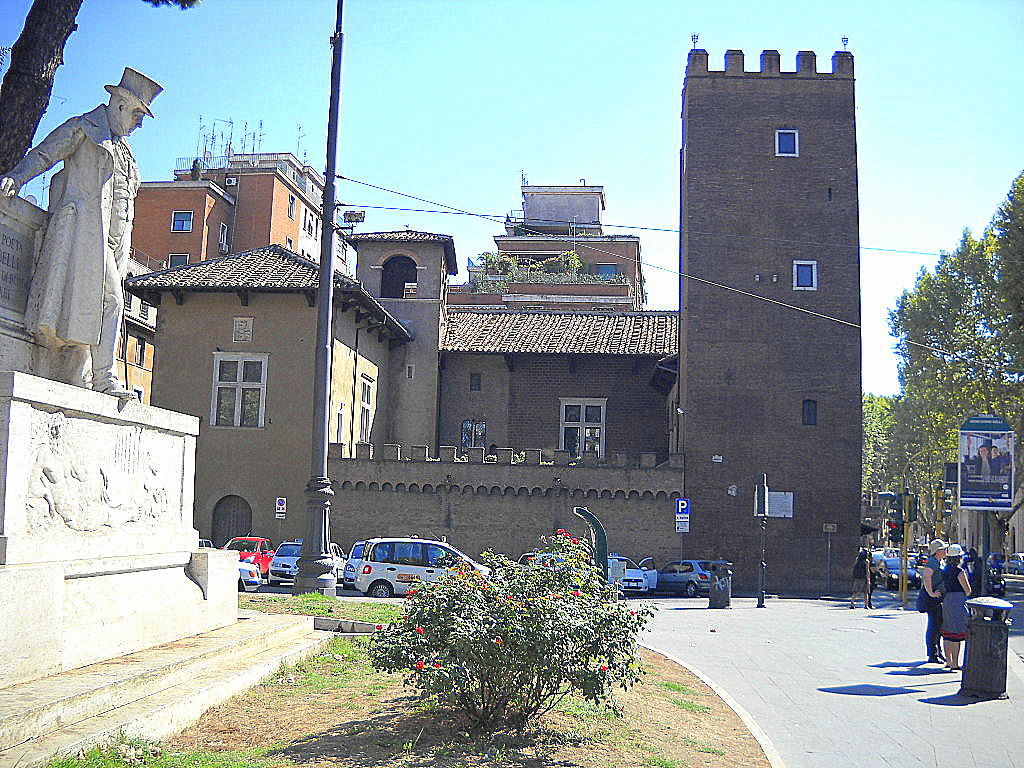
Fachada na Piazza Gioachino Belli.

Palazzo degli Anguillara é um palácio localizado num quarteirão delimitado pela Piazza Sidney Sonnino, pela Piazza Giuseppe Gioachino Belli, a Via degli Stefaneschi e a Via della Lungaretta, no rione Trastevere de Roma. Anexa à casa está a antiga Torre degli Anguillara.
Atualmente abriga a Casa di Dante em Roma.

## História e descrição

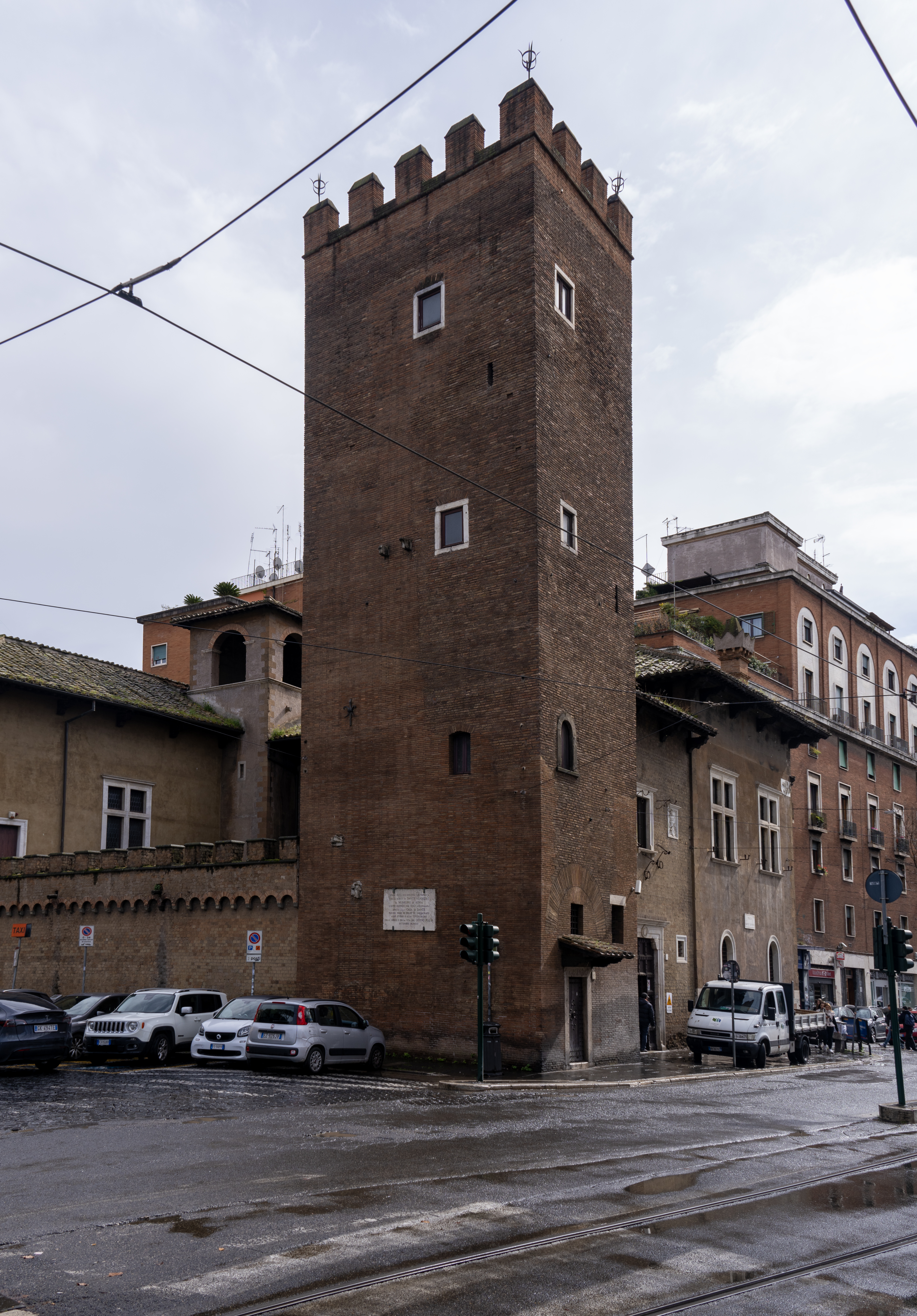
Fachada na Piazza Sidney Sonnino.

A torre e o respectivo palácio constituem atualmente um único complexo, cuja parte mais antiga remonta ao século XIII: a que está de frente para o Tibre, na Piazza Giuseppe Gioachino Belli, na qual se reconhece o pórtico com colunas com capitéis em forma de folhas. Foi o conde Everso II Anguillara o responsável por reconstruir quase que a partir das fundações o palácio com sua torre por volta de 1455, criando, nesta obra, a parte da estrutura na Via della Lungaretta, onde está um brasão com duas enguias (em italiano:  anguille) entrecruzadas. A família Anguillara, cujo nome era emprestado de um feudo perto de Bracciano, era bastante proeminente em Roma nos séculos XIV e XV, decadente a partir de então. Em 1538, o palácio passou para as mãos de Alessandro Picciolotti, de Carbognano, amanuense da corte papal e vassalo dos Anguillara. Em 1542, todo o complexo foi bastante danificado por um terremoto e a partir daí caiu em decadência: tornou-se estábulo, mercado e cantina. Nesta época, o edifício recebeu apelidos pejorativos dos habitantes do Trastevere. Finalmente, no século XIX, a estrutura passou para os Forti, uma família da burguesia local que instalou no complexo uma fábrica de esmalte e vidros coloridos, conhecida por seu famoso presépio. 
Até a unificação da Itália (1870), a Piazza Sonino não existia e, na década de 1880, o local foi escolhido para construir a cabeceira da Ponte Garibaldi, terminada em 1888. Além do complexo, o local estava repleto de antigas residências, todas em estado de decadência. Muitas delas foram demolidos e o complexo dos Anguillara foi expropriado pela Comuna de Roma, que contratou uma reforma em 1902 aos cuidados do arquiteto Fallani, mas o resultado dividiu opiniões, especialmente os merlões na torre. O portal, do século XV, é encimado por uma janela com o brasão de Everso II e uma escadaria coberta no interior leva à lógia com arcadas. A fachada na Via della Lungaretta conservou também as antigas janelas em forma de cruz, mas as curvas no piso térreo são modernas. Em 1921, o complexo foi alugado para a Casa di Dante, uma sociedade que promove o estudo da obra de Dante Alighieri. Apenas a torre manteve seu aspecto original desde então (com exceção dos merlões).